# Tenrec musaranya de Talazac
El tenrec musaranya de Talazac (Microgale talazaci) és una espècie de tenrec musaranya endèmica de Madagascar. Els seus hàbitats naturals són els boscos humits de terres baixes tropicals o subtropicals i els boscos montans humits tropicals i subtropicals. Està amenaçat per la pèrdua d'hàbitat.